# Kőnig Frigyes (festő)
Kőnig Frigyes (Székesfehérvár, 1955. március 30. –) Munkácsy Mihály-díjas magyar festő- és grafikusművész, habilitált egyetemi tanár, tanszékvezető, rektor. A Magyar Képzőművészeti Egyetem Doktori Iskolájának törzstagja.

## Életútja
1975 és 1982 között a Magyar Képzőművészeti Főiskola hallgatója volt. Az 1970-es évek kezdetétől folyamatosan foglalkozott torzult terek tanulmányozásával. Az 1980-as évek első éveiben már a terek számítógépes ábrázolásának lehetőségeit tanulmányozta. 1988-ban nyerte el a Művelődési Minisztérium római ösztöndíját. Itt kezdte el megfesteni Gyermekkori momentumok című sorozatát.
A rendszerváltás után fő szervezője volt a magyarországi velencei biennále nevű művészeti fesztiválnak. 1991-től kezdve a Magyar Képzőművészeti Egyetem oktató munkatársa. 2000-ben PhD doktori fokozatot szerzett. Kőnig 2001-ben jelentette meg a Kárpát-medence várairól készített rekonstrukciós rajzokat ábrázoló kötetét. 1998-ban Munkácsy Mihály-díjat kapott, 2002-ben a kulturális tárca alkotói különdíjában, illetve a Köztársasági Elnök Különdíjában részesült.
2002-ben a Magyar Képzőművészeti Egyetem Anatómia, Geometria és Rajz Tanszékének tanszékvezető tanárává nevezték ki. 2005 óta a MKE rektora. A MKE Doktori Iskolájában témavezetése mellett Albert Ádám 2011-ben érte el a DLA fokozatot, másik két téma-vezetettjének védése 2013-ra várható.
Munkáit egyéni és csoportos kiállításokon mutatja be, számos köz- és magángyűjtemény őrzi alkotásait, köztük a békéscsabai Grafikai Gyűjtemény, a székesfehérvári Szent István Király Múzeum, a pécsi Janus Pannonius Múzeum, a váci Kortárs Gyűjtemény, a Magyar Nemzeti Galéria, a Petőfi Irodalmi Múzeum, a kaposvári Rippl-Rónai Múzeum.

## Kötetek (válogatás)
- Felbontások, [Grafika] / Kőnig Frigyes. 1985. 1 grafika papír, offszet, fekete-fehér 6 db 105x110 mm
- Várak és erődítmények a Kárpát-medencében / Kőnig Frigyes. [Budapest] : Helikon, 2001. [900] p. ill., részben színes
- Anatómia- és Térábrázolás Tanszék : Faculty of Anatomy and Spatial Analysis : [1990-2000] / [szerk. és a bevezetőt írta Kőnig Frigyes] ; [fotó Harsányi Eszter] ; [ford. Kandó Mihály]. Budapest : Magyar Képzőművészeti Egyetem, 2003. 83 p. ill.
- Harmonia perturbata / [rajz.] Kőnig Frigyes ; [szöveg Kőnig Frigyes, Peternák Miklós, Szél Ágoston] ; [ford. ... Kandó Mihály]. [Budapest] : Semmelweis, cop. 2005. 117 p. ill.
- Giovanni Battista Piranesi : Válogatás a Magyar Képzőművészeti Egyetem könyvtárának grafikai gyűjteményéből, valamint hallgatói reflexiók Piranesi műveire = Selection from the graphic collection of the library at the Hungarian University of Fine Arts and students' reflections on works by Piranesi : Magyar Képzőművészeti Egyetem, 2005. július 26-szeptember 18. / szerk. Lázár Eszter, Kőnig Frigyes ; ford. Rudnai Zsófia ; fotó Gadányi György, Dienes Judit. Budapest : Magyar Képzőművészeti Egyetem, 2005. 77 p. ill.
- Historia picta castellorum : erődítések és várak a Kárpát-medencében az őskortól a XIX. századig : fortifications and castles in the Carpathian Basin from prehistory to the 19th century / Kőnig Frigyes ; [ford. ... Mihály Kando]. Budapest : Archeolingua, 2010. 364 p. ill., részben színes
- Diplomakatalógus 2010 : Magyar Képzőművészeti Egyetem = Diploma Catalogue 2010 : Hungarian University of Fine Art / [előszót írta Kőnig Frigyes]. Budapest : Magyar Képzőművészeti Egyetem, 2010. 175 p. ill., színes
- Kőnig : kulturális kapcsolódások : Kőnig Frigyes képzőművész Háromszéken : conexiuni culturale : artistu vizual Frigyes Kőnig in Trei Scaune : cultural connections : Frigyes Kőnig artist in Three Chairs region / Kőnig Frigyes ; [szervezők Kerezsi Nemere, [et al.] ; [grafikai tervezés Kusztos Attila]. Cluj : IDEA Design, 2012. 35 p. ill.

## Kiállításai (válogatás)

### Egyéni
- 1980 • Magyar Iparművészeti Főiskola, Budapest
- 1985 • Szent István Király Múzeum, Székesfehérvár
- 1987 • De Humani Corporis Fabrica, Makó • Miskolci Galéria [Lengyel Andrással], Miskolc
- 1989 • Gyermekkori monumentumok, Dorottya u. Galéria, Budapest (katalógussal)
- 1990 • Megyei Könyvtár, Békéscsaba (katalógussal) • Arcképek, Budapest Galéria, Budapest (katalógussal) • Tervek egy meg nem épülő templomhoz, Magyar Építőművészek Szövetsége Székház • G. Herzfeld, Stockholm
- 1991 • Magyar írók - Irodalmi arcképek, Petőfi Irodalmi Múzeum, Budapest (katalógussal)
- 1992 • Quodlibet I., Herman Terem, Fészek Galéria, Budapest (katalógussal)
- 1993 • Quodlibet II., Paksi Képtár, Paks
- 1995 • XL, Szent István Király Múzeum, Székesfehérvár (katalógussal)
- 1997 • Miskolci Galéria, Miskolc
- 1998 • TCU Art Gallery, Fort-Worth, USA
- 2000 • Fürdőzők, Pécsi Kisgaléria
- 2001 • Várak, Galéria IX, Budapest
- 2002 • Fürdőzők,[3] Ludwig Múzeum – Kortárs Művészeti Múzeum, Budapest.
- 2003 • Retroaktív, Ernst Múzeum, Budapest
- 2004 • Festői látásmód II., St.art Galéria, Budapest
- 2005 • Égi és földi, Volksbank Zrt. Galériája Székesfehérvár
- 2005 • Oszlopsor, ART-SZEM Modern Művészeti Galéria, Budapest
- 2006 • Gorsium, Római Magyar Akadémia, Róma
- 2007 • Raiffeisen Galéria, Budapest
- 2008 • Időugrás,[4] Vaszary Képtár, Kaposvár
- 2008 • Görög Templom Kiállítóhely, Vác
- 2009 • Mixtura Picturalis II., OctogonArt Galéria
- 2010 • Blues, FUGA - Budapesti Építészeti Központ
- 2010 • Bunker, Csontváry Múzeum, Pécs
- 2012 • Kőnig Frigyes kiállításai Háromszéken[5]

### Csoportos
- 1980 • Stúdió '80, Műcsarnok, Budapest
- 1981 • XI. Országos grafikai biennále, Miskolc
- 1982 • I. Országos Rajzbiennálé, Nógrádi Sándor Múzeum, Salgótarján • Mai magyar grafika és rajzművészet, MNG, Budapest • I. Táblaképfestészeti Biennálé, Móra Ferenc Múzeum, Szeged • Országos Képzőművészeti kiállítás '84, Műcsarnok, Budapest • Makói művésztelep kiállítása, Görög templom, Vác
- 1986 • Digitart, Szépművészeti Múzeum, Budapest • III. Országos Rajzbiennálé, Nógrádi Sándor Múzeum, Salgótarján
- 1987 • X. Országos Kisplasztikai Biennálé, Pécs
- 1988 • Hat Dia, Óbuda Galéria, Budapest • IV. Országos Rajzbiennálé, Nógrádi Sándor Múzeum, Salgótarján
- 1989 • Szimmetria, Magyar Nemzeti Galéria, Budapest • XV. Országos grafikai biennálé, Miskolc
- 1990 • Budapesti műtermek, Magyar Nemzeti Galéria, Budapest • Budapest Galéria, Budapest
- 1991 • Budapesti Art Expo 1991, Budapest, Kőbánya • Tisztelet El Grecónak, Szépművészet Múzeum, Budapest • Kőnig-körkép, Első Magyarországi velencei biennále, Velence
- 1992 • Az idegen szép, Barcsay Terem, Budapest
- 1993 • Mi, "kelet-franciák". Magyar művészet 1981-1989. A huszadik század magyar művészete, Csók Képtár, Székesfehérvár • Levél a vakokról, Pécsi Galéria, Pécs
- 1994 • 1980-as évek - Képzőművészet, Ernst Múzeum, Budapest • Piranéző, Szépművészet Múzeum, Budapest • Makói mappa, Móra Ferenc Múzeum Képtára, Szeged • IX. Esztergomi Fotóbiennálé, Esztergomi Vármúzeum
- 1995 • XVIII. Országos grafikai biennálé, Miskolc
- 1996 • Művek és magatartás 1990-1996. A huszadik század magyar művészete, Csók Képtár, Székesfehérvár • Az én Múzeumom. A Vass-gyűjtemény, Ernst Múzeum, Budapest
- 1997 • Diaszpóra (és) művészet, Magyar Zsidó Múzeum • 114/7920 Válogatás a jelenkori gyűjtemény anyagából, Magyar Nemzeti Galéria, Budapest • Olaj/Vászon, Műcsarnok, Budapest
- 1998 • IX. Országos Rajzbiennálé, Nógrádi Történeti Múzeum, Salgótarján • Hommage à Escher, Vigadó Galéria, Budapest, Miskolci Galéria, Miskolc
- 1999 • Perspektíva, Műcsarnok, Budapest • A mi 20 századunk, Szent István Király Múzeum, Csók Képtár, Székesfehérvár
- 2003 • Sacra Geometria,[6] 2B Galéria, Budapest
- 2006 • Re:mbrandt - Kortárs magyar művészek válaszolnak,[7] Szépművészeti Múzeum, Budapest • A nagy visszatérők,[8] Nagykőrösi Arany János Művelődési Központ, Nagykőrös • kor - képek (grafikai kiállítás, az elmúlt 100 év lenyomata), BTM Budapest Galéria, Budapest • Belső táj, OctogonArt Galéria, Budapest • Vésnökök és mesterek - Bohus Áron és Kőnig Frigyes kiállítása, Országos Pedagógiai Könyvtár és Múzeum, Budapest
- 2007 • A fény - Egry József születésének 125. évfordulója alkalmából rendezett csoportos kiállítás, Volksbank Zrt. Istenhegyi úti bankfiók Galériája, Budapest • Vonaljátékok – Játékos vonalak, Nemzeti Táncszínház Kerengő Galériája, Budapest
- 2008 • Kortársak lőegylete - XIX. és XXI. századi festett lőtáblák Magyarországról, Múzeum Galéria, Pécs
- 2009 • Kortársak lőegylete - Meghívásos, tematikus kortárs művészeti kiállítás, BTM Budapest Galéria, Budapest • Mesterek IV. Baranyay, Csíkszentmihályi, Ferdinánd, Hadik, Kőnig, Somorjai, Sulyok, Szentirmai, Vagyóczky kiállítása, Magyar Képzőművészek és Iparművészek Szövetsége, Budapest

## Díjak, ösztöndíjak
- 1981 • Smohay Alapítvány ösztöndíja, Kondor Béla-díj;
- 1983 • Babits Mihály pályázat, Képzőművészeti Alap díja, Derkovits Gyula képzőművészeti ösztöndíj, Fiatal Művészek Stúdiójának Pályadíja
- 1984 • Derkovits ösztöndíj nívódíja
- 1985 • Makó, alkotói díj; Derkovits ösztöndíj nívódíja
- 1986 • „Stúdió '86” alkotói díj; Országos Akvarell Biennále, Eger Város Művelődési Osztály díja
- 1987 • II. Nagykőrösi Grafikai Biennále nagydíja
- 1988 • Művelődési Minisztérium Római Magyar Akadémia ösztöndíja; Országos Akvarell Biennále Művészeti Alap díja
- 1989 • Művelődési Minisztérium Nívódíja
- 1990 • Barcsay-díj
- 1991 • Eötvös Ösztöndíj
- 1993 • „Életünk tárgyai - Tárgyaink csendéletei” c. kiállítás nagydíja
- 1994 • Miskolci Téli Tárlat, Miskolc Város díja
- 1995 • Soros ösztöndíj; Országos Akvarell Biennále, Miskolc Polgármesterének díja
- 1996 • Nemzeti Kulturális Alap ösztöndíja
- 1998 • Munkácsy Mihály-díj
- 1999 • Mozgó Világ díj
- 2000 • EMERGÉ díj
- 2001 • „Élmény és Eszmény” c. kiállítás MAOE díja; Széchenyi ösztöndíj
- 2002 • Szép Magyar Könyv Verseny, Nemzeti Kulturális Örökség Minisztériumának Alkotói Különdíja; Köztársasági Elnök Különdíja
- 2003 • Deák Dénes-díj